# هاوارد استرینگر
هاوارد استرینگر (به انگلیسی: Howard Stringer) (زادهٔ ۱۹ فوریه، ۱۹۴۲) یک تاجر امریکایی-انگلیسی و مدیر ارشد اجرایی سابق شرکت سونی بود. او از ژوئن ۲۰۰۵ به این مقام نایل گردید. در آوریل ۲۰۰۹، همچنین ادعا کرد او مسئولیت ریاست شرکت را نیز به عهده دارد.